# Sterne des Kerguelen
Sterna virgata
Espèce
Statut de conservation UICN

 NT  : Quasi menacé
La Sterne des Kerguelen (Sterna virgata) est une espèce d'oiseau appartenant à la famille des Laridae.

## Taxinomie
Selon la classification de référence (version 14.1, 2024) de l'Union internationale des ornithologues elle se répartit en deux sous-espèces (ordre philogénique) :
- Sterna virgata mercuri Voisin, 1971 — îles Crozet et du Prince-Édouard ;
- Sterna virgata virgata Cabanis, 1875 — îles Kerguelen.